# Petasites paradoxus
Il farfaraccio niveo (nome scientifico Petasites paradoxus (Retz.) Baumg., 1817) è una specie di pianta angiosperma dicotiledone della famiglia delle Asteraceae (sottofamiglia Asteroideae).

## Etimologia
Il nome generico (Petasites) deriva da petàsos, un cappello a grandi falde usato dai viaggiatori del passato, e si riferisce alle grandi foglie di queste piante.. L'epiteto specifico (paradoxus) significa “paradossale”, “insolito”; probabilmente si riferisce a qualche caratteristica che ai primi botanici sembrava particolare e insolita per questa pianta.
Il binomio scientifico attualmente accettato (Petasites paradoxus) è stato proposto dal chimico, botanico ed entomologo svedese Anders Jahan Retzius (Kristianstad, 3 ottobre 1742 – Stoccolma, 6 ottobre 1821) e dal fisico e botanico germanico Johann Christian Gottlob Baumgarten (1765-1843) nato a Luckau, nella pubblicazione "Enumeratio Stirpium Magno Transsilvaniae" (Enum. Stirp. Transsilv. 3: 94) del 1817.

## Descrizione

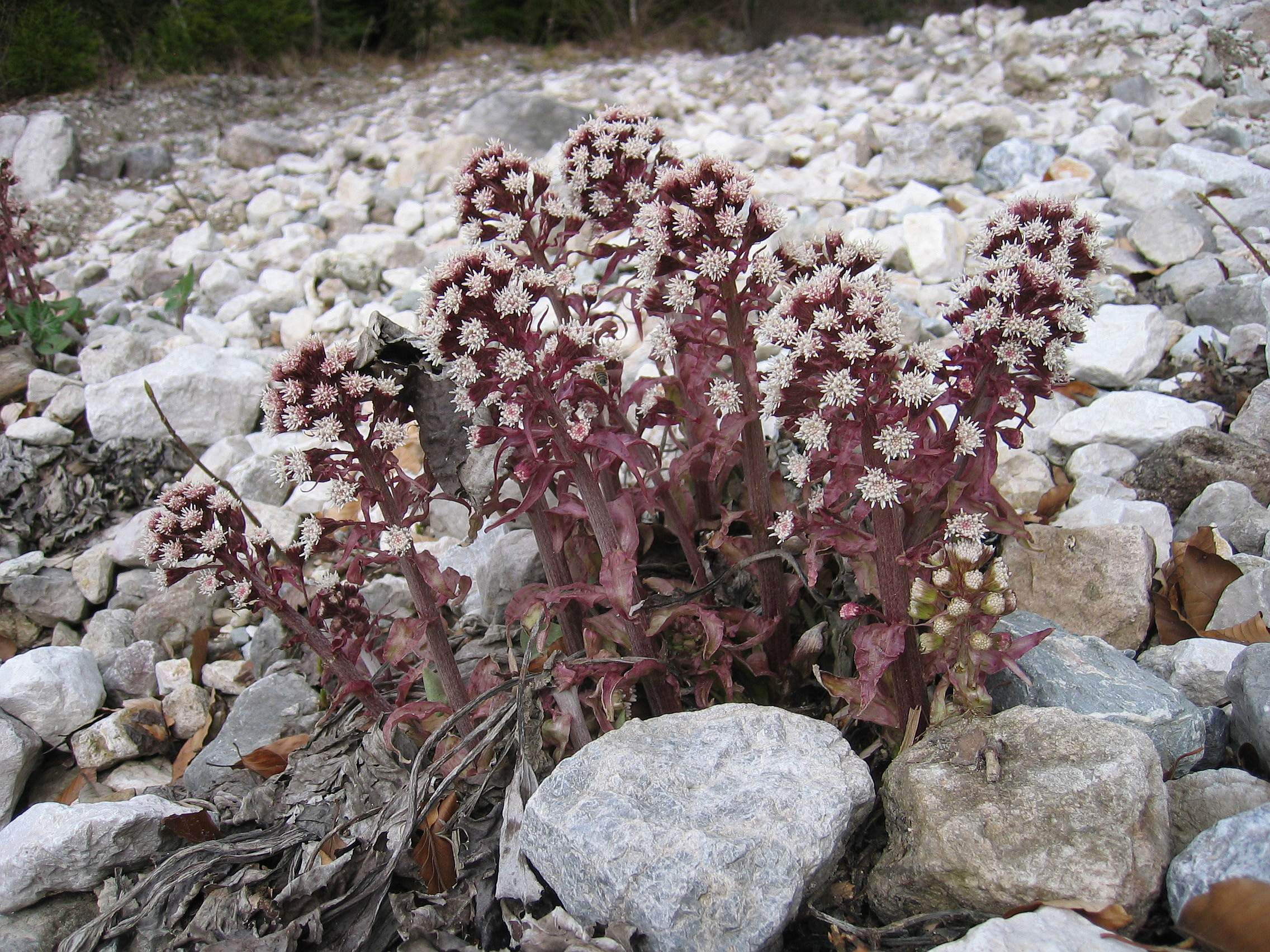
Il portamento

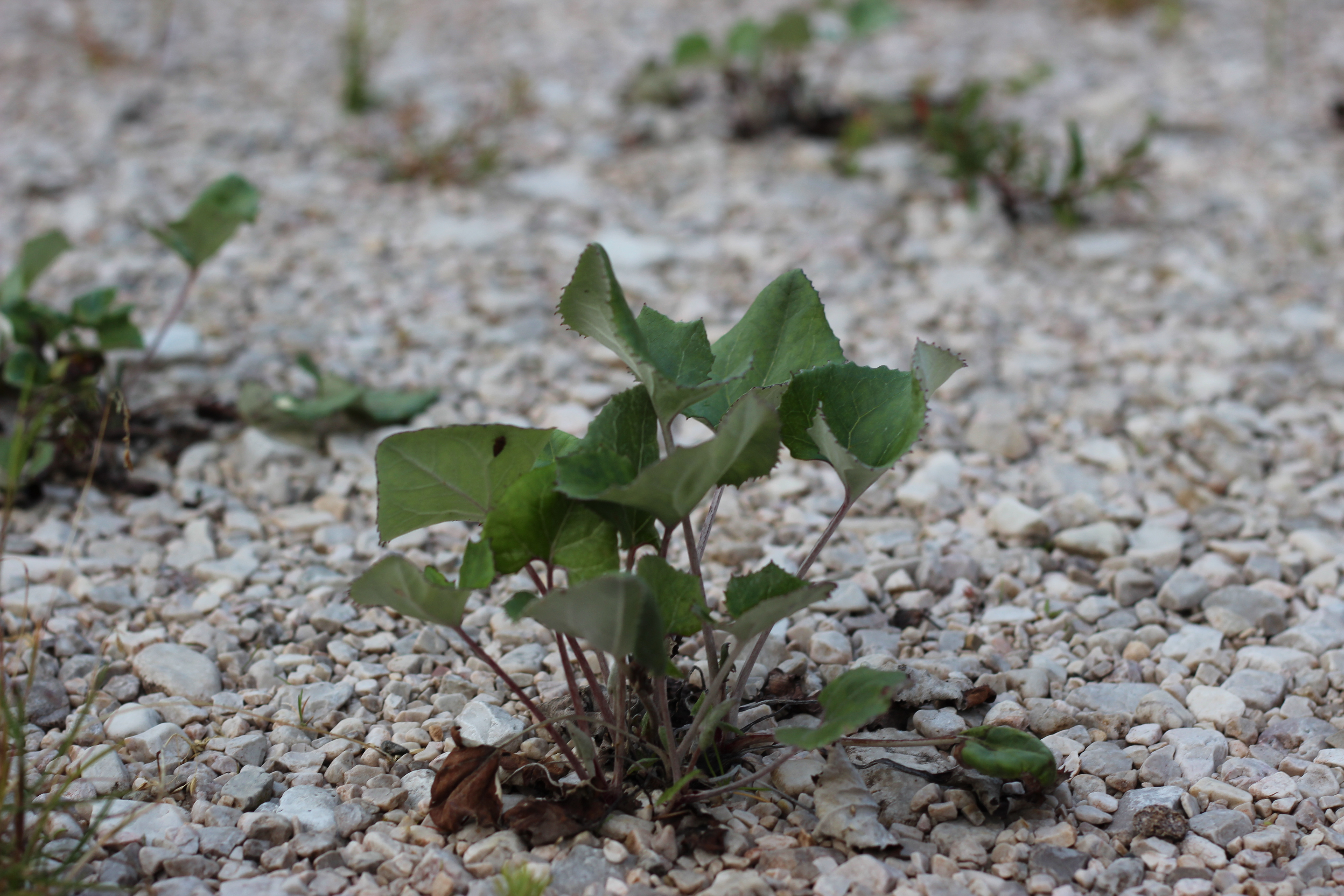
Le foglie

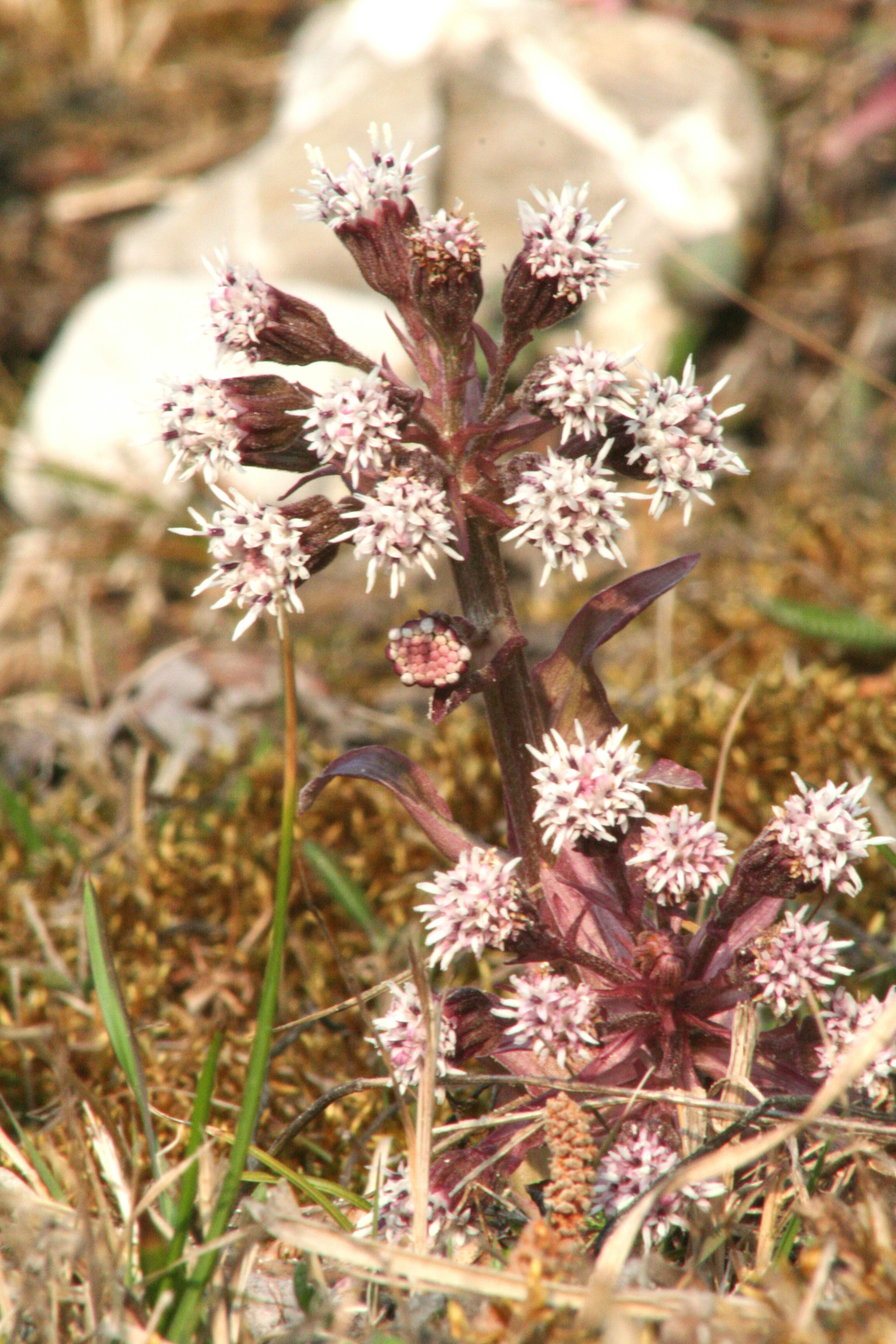
Infiorescenza

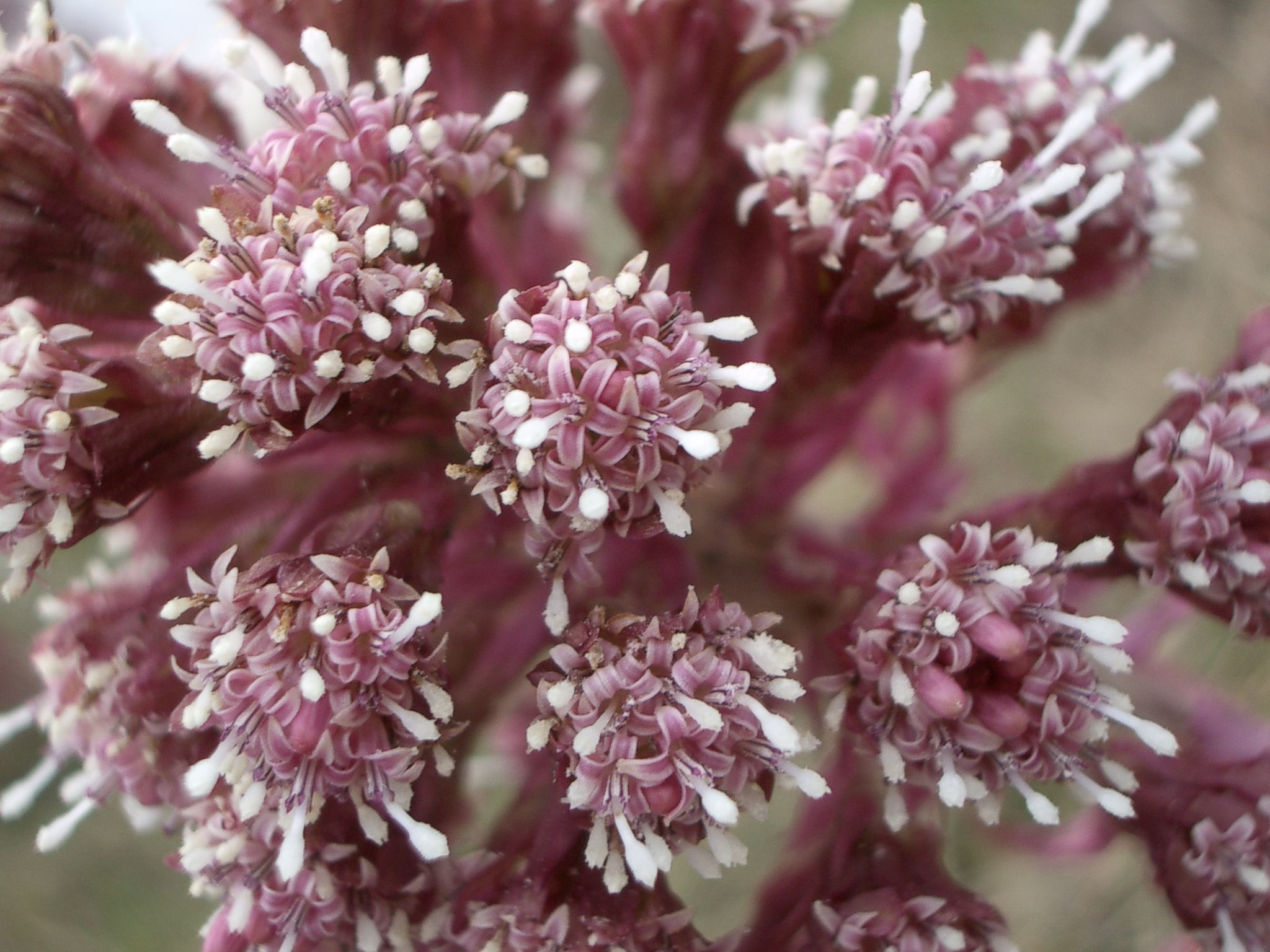
I fiori

Habitus. Sono piante robuste e perenni le cui altezza varia da 15 a 60 cm e presentano un forte dimorfismo tra le foglie cauline e quelle radicali. La forma biologica della specie è geofita rizomatosa (G rhiz); ossia sono piante perenni erbacee che portano le gemme in posizione sotterranea. Durante la stagione avversa non presentano organi aerei e le gemme si trovano in organi sotterranei chiamati rizomi, un fusto sotterraneo dal quale, ogni anno, si dipartono radici e fusti aerei (riproduzione vegetativa); altrimenti queste piante si possono riprodurre anche a mezzo seme. Sono inoltre calciofile e igrofile.
Radici. Le radici in genere sono secondarie da rizoma.
Fusto.
- Parte ipogea: la parte sotterranea consiste in un sottile rizoma biancastro.
- Parte epigea: i fusti aerei sono grossi e tubolosi (cavi) di colore bruno chiaro-rosato. Il portamento è eretto (ma alla fioritura risultano penduli) e non sono ramificati. Nella parte iniziale dello sviluppo (fino alla fioritura) il fusto è ricoperto solamente da squame, poi (a fine fioritura) incominciano a formarsi le foglie radicali.

Foglie. Le foglie sono di due tipi: basali e caulinari.
- Foglie basali: le foglie radicali sono grandi a forma triangolare-cuoriforme (astate all'apice) e picciolate. Il bordo è regolarmente dentato (non doppio, ma a dentatura semplice) e l'insenatura basale (il punto d'inserzione del picciolo) è assente. La pagina superiore è verde e glabra, mentre quella inferiore è ricoperta da una lanugine biancastra di tipo cotonoso. Il picciolo è poco scanalato e bianco-tomentoso (ma alla fine è glabro). Normalmente queste foglie si formano dopo la fioritura. Dimensioni massime: larghezza 10 – 13 cm; lunghezza 12 – 15 cm. Lunghezza del picciolo 10 – 20 cm.
- Foglie cauline: quelle cauline sono sessili e abbraccianti il caule; la loro forma è lanceolata con un debole ripiegamento all'apice e rimpiccioliscono lievemente verso l'infiorescenza. Il colore di queste foglie è rosato-violetto.

Infiorescenza. Le sinflorescenze sono composte da diversi capolini sub-sessili; hanno delle forme simili ad un racemo ovale che poi alla fioritura si allunga. Le sinflorescenze sono normalmente tutte terminali. La struttura dei capolini (l'infiorescenza vera e propria) è quella tipica delle Asteraceae: un peduncolo sorregge un involucro campanulato (o sub-cilindrico) composto da diverse (da 12 a 15) brattee lineari e non tutte uguali, disposte in modo embricato in un'unica serie (a volte anche in 2 - 3 serie) che fanno da protezione al ricettacolo nudo (senza pagliette), piano o leggermente convesso, ma alveolato, sul quale s'inseriscono due tipi di fiori: i fiori femminili, quelli esterni ligulati (assenti in questa specie), e i fiori ermafroditi quelli centrali tubulosi. Le brattee sulla superficie hanno da 1 a 5 nervi, mentre il bordo è scarioso. 

Queste piante sono fondamentalmente dioiche in quanto le infiorescenze (rispetto alla composizione dei capolini) possono essere di due tipi: 
- Androdiname - piante maschili: alla periferia i fiori femminili sono pochi (da 1 a 20) in un'unica serie; mentre nella zona centrale del disco i fiori ermafroditi sono pochissimi in quanto quasi sempre lo stilo è sterile e quindi in maggioranza i fiori risultano maschili (da 10 a 80); in queste piante inoltre il racemo si presenta più ovale e i fiori appassiscono subito dopo la fioritura. Dimensione dei capolini maschili: larghezza 5 – 10 mm; lunghezza 15 mm.
- Ginodiname – piante femminili: ala periferia non sono presenti i fiori femminili, mentre nella zona centrale del disco la maggioranza è composta da fiori femminili (da 30 a 130) e pochissimi fiori ermafroditi (o maschili: da 1 a 12); in questo caso l'infiorescenza assomiglia di più ad una pannocchia allargata e l'infiorescenza è più persistente (questo per dare il tempo agli ovari di trasformarsi in frutti). Dimensione dei capolini femminili: larghezza 3 – 8 mm; lunghezza 10 mm.

Fiori.  I fiori sono tetra-ciclici (formati cioè da 4 verticilli: calice – corolla – androceo – gineceo) e pentameri (calice e corolla formati da 5 elementi).
- Formula fiorale:

*/x K {\displaystyle \infty }, [C (5), A (5)], G 2 (infero), achenio
- Calice: i sepali del calice sono ridotti ad una coroncina di squame.
- Corolla: tutti i fiori (maschili - femminili) hanno delle corolle tubulari a 5 denti; solo quelli femminili in posizione radiale hanno la corolla sempre a tubo ma troncata obliquamente (o lievemente ligulata). Il colore dei fiori è biancastro tendente al rosato-violetto.
- Androceo: gli stami sono 5 con dei filamenti liberi. La parte basale del collare dei filamenti può essere dilatata. Le antere invece sono saldate fra di loro e formano un manicotto che circonda lo stilo. Le antere sono senza coda ("ecaudate") e alla base sono ottuse. La struttura delle antere è di tipo tetrasporangiato, raramente sono bisporangiate. Il tessuto endoteciale è radiale o polarizzato. Il polline è tricolporato (tipo "helianthoid").[14]
- Gineceo: lo stilo è unico, articolato con uno stimma filiforme o ovale e sporgente dal tubo corollino. Le superfici stigmatiche sono continue.  L'ovario è infero uniloculare formato da 2 carpelli.
- Antesi: da marzo a maggio.

Frutti. I frutti sono degli acheni con pappo. La forma dell'achenio è sub-cilindrico con superficie solcata (5 – 10 coste) e glabra. All'apice è presente un pappo bianco candido formato da diversi peli lunghi (da 60 a 100), molli e denticolati. Dimensione degli acheni 2 – 3 mm.

## Biologia
Impollinazione: l'impollinazione avviene tramite insetti (impollinazione entomogama tramite farfalle diurne e notturne).

Riproduzione: la fecondazione avviene fondamentalmente tramite l'impollinazione dei fiori (vedi sopra).

Dispersione: i semi (gli acheni) cadendo a terra sono successivamente dispersi soprattutto da insetti tipo formiche (disseminazione mirmecoria). In questo tipo di piante avviene anche un altro tipo di dispersione: zoocoria. Infatti gli uncini delle brattee dell'involucro (se presenti) si agganciano ai peli degli animali di passaggio disperdendo così anche su lunghe distanze i semi della pianta. Inoltre per merito del pappo il vento può trasportare i semi anche a distanza di alcuni chilometri (disseminazione anemocora).

## Distribuzione e habitat

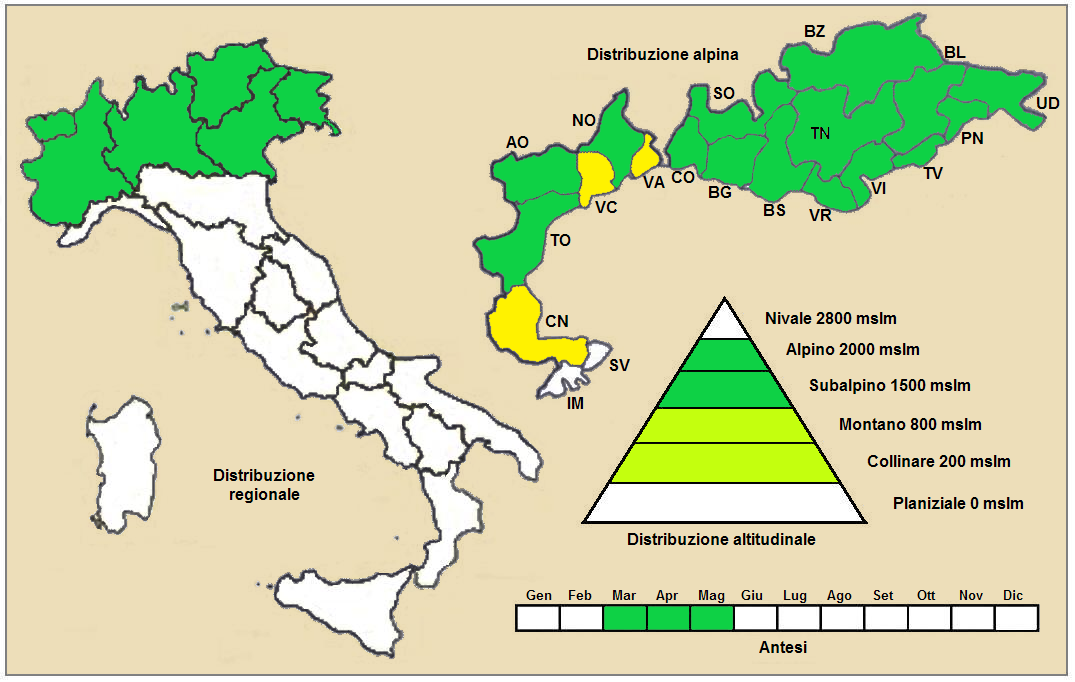
Distribuzione della pianta (Distribuzione regionale – Distribuzione alpina)

Geoelemento: il tipo corologico (area di origine) è Orofita - Sud Europeo.
Distribuzione: si trova solo sulle Alpi (comune nella parte orientale – raro a occidente: non è presente nelle province di CN, VC e VA). Fuori dall'Italia si può trovare sui seguenti rilievi: Massiccio del Giura, Pirenei, Carpazi e Alpi Dinariche.
Habitat: l'habitat tipico per queste piante sono i pendii franosi, i greti dei torrenti montani e i ghiaioni. Il substrato preferito è calcareo con pH basico e medi valori nutrizionali del terreno che deve essere lievemente umido (pianta igrofila e calciofila).
Distribuzione altitudinale: sui rilievi alpini queste piante si possono trovare dai 600 fino a 2.200 m s.l.m.; frequentano quindi i seguenti piani vegetazionali: montano (in parte), subalpino e alpino.

## Fitosociologia

### Areale alpino
Dal punto di vista fitosociologico alpino la specie di questa scheda appartiene alla seguente comunità vegetale:
Formazione: delle comunità delle fessure, delle rupi e dei ghiaioni.
Classe: Thlaspietea rotundifolii
Ordine: Thlaspietalia rotundifolii
Alleanza: Petasition paradoxi

### Areale italiano
Per l'areale completo italiano Petasites paradoxus appartiene alla seguente comunità vegetale:
Macrotipologia: vegetazione casmofitica, glareicola ed epifitica.
Classe: Thlaspietea rotundifoli Br.-Bl., 1948
Ordine: Polystichetalia lonchitis Rivas-Martínez, T.E. Diaz, F. Prieto, Loidi & Penas, 1984
Alleanza:  Petasition paradoxi Zollitsch ex Lippert, 1966
Descrizione. L'alleanza Petasition paradoxi è relativa alle comunità calcicole, ricche di felci, su ghiaie terrose (ma anche fini) e semistabilizzate. La cenosi si sviluppa soprattutto nei piani bioclimatici montani e subalpini delle Alpi. L'areale è relativo alle Alpi e all’Appennino settentrionale. Le comunità del Petasition paradoxi rappresentano stadi pionieri e spesso lungamente durevoli.
Specie presenti nell'associazione: Saxifraga atrorubens, Robertia taraxacoides, Rumex scutatus, Festuca macrathera, Festuca laxa, Brachypodium genuense, Scrophularia juratensis, Dryopteris villarii, Gymnocarpium robertianum, Adenostyles glabra, Viola biflora, Geranium macrorrhizum, Lamiastrum flavidum, Calamagrostis varia, Petasites paradoxus, Athamanta cretensis, Silene vulgaris, Campanula cespitosa, Campanula scheuchzeri, Trisetum argenteum, Aquilegia einseleana, Cystopteris alpina, Polystichum lonchitis, Valeriana montana e Tolpis staticifolia.

## Tassonomia
La famiglia di appartenenza di questa voce (Asteraceae o Compositae, nomen conservandum) probabilmente originaria del Sud America, è la più numerosa del mondo vegetale, comprende oltre 23.000 specie distribuite su 1.535 generi, oppure 22.750 specie e 1.530 generi secondo altre fonti (una delle checklist più aggiornata elenca fino a 1.679 generi). La famiglia attualmente (2021) è divisa in 16 sottofamiglie; la sottofamiglia Asteroideae è una di queste e rappresenta l'evoluzione più recente di tutta la famiglia.

### Filogenesi
Il genere di questa voce appartiene alla sottotribù Tussilagininae della tribù Senecioneae (una delle 21 tribù della sottofamiglia Asteroideae). La sottotribù descritta in tempi moderni da Bremer (1994), dopo le analisi di tipo filogenetico sul DNA del plastidio (Pelser et al., 2007) è risultata parafiletica con le sottotribù Othonninae e Brachyglottidinae annidiate al suo interno. Attualmente con questa nuova circoscrizione la sottotribù Tussilagininae s.s. risulta suddivisa in quattro subcladi.
Il genere di questa voce appartiene a un subclade abbastanza ben supportato comprendente i generi Endocellion, Homogyne, Petasites e Tussilago. Questi generi prediligono climi temperato/boreali in areali prevalentemente settentrionali e con una distribuzione eurasiatica con un unico rappresentante nel Nord America, vale a dire il polimorfo Petasites frigidus.
All'interno del genere Petasites paradoxus fa parte della sezione delle EUPETASITES. sezione caratterizzata dall'avere infiorescenze con numerosi capolini spesso organizzati in un racemo allungato (a fine fioritura); con le corolle dei fiori radiali troncate (o lievemente ligulate); con foglie-brattee caulinari sempre lanceolate-acuminate indipendentemente dalla posizione che possono avere lungo il fusto (basale o apicale).
La specie  Petasites paradoxus è individuata dai seguenti caratteri:
- la lamina delle foglie ha delle forme triangolari-astate con bordi dentati semplicemente (denti ottusi);
- le foglie sono discolori: glabra sulla pagina superiore e bianco-tomentosa di sotto;
- le brattee dell'involucro sono pubescenti (da rossastre a purpuree);
- i fiori tubulosi periferici femminili sono da 25 a 45 con corolle rosee e stigmi lunghi 1,5 - 3 mm;
- gli acheni sono lunghi 2 - 3 mm con pappo candido.

Il numero cromosomico della specie è 2n = 60.

### Sinonimi
Sono elencati alcuni sinonimi per questa entità:
- Petasites niveus var. paradoxus (Retz.) P.Fourn., 1939
- Tussilago nivea var. paradoxa  (Retz.) Gaudin, 1829
- Tussilago paradoxa  Retz., 1781
- Petasites niveus  (Vill.) Baumg., 1817
- Petasites vulgaris subsp. niveus  (Vill.) Bonnier & Layens, 1894
- Tussilago frigida  Vill., 1788
- Tussilago hastifolia  Kit., 1864
- Tussilago nivea  Vill., 1792
- Tussilago nivea var. hermaphrodita  Gaudin, 1829
- Tussilago spuria  Schrank ex Steud., 1821

## Usi

### Farmacia
- Sostanze presenti: olii essenziali, glucoside, mucillagini, tannini, e sali minerali vari[3].
- Proprietà curative: nella medicina popolare queste piante vengono usate per le loro proprietà vulnerarie (guarisce le ferite), sedative (calma stati nervosi o dolorosi in eccesso), bechiche (azione calmante della tosse).
- Parti usate: rizomi, capolini e foglie. Le foglie hanno la proprietà di calmare la tosse, mentre invece appena raccolte vengono applicate sulle ulcere per ottenere una rapida cicatrizzazione

### Cucina
Viene sconsigliato l'uso edule in quanto questa pianta contiene alcuni alcaloidi epatotossici (alcaloidi pirrolizidinici).

## Galleria d'immagini

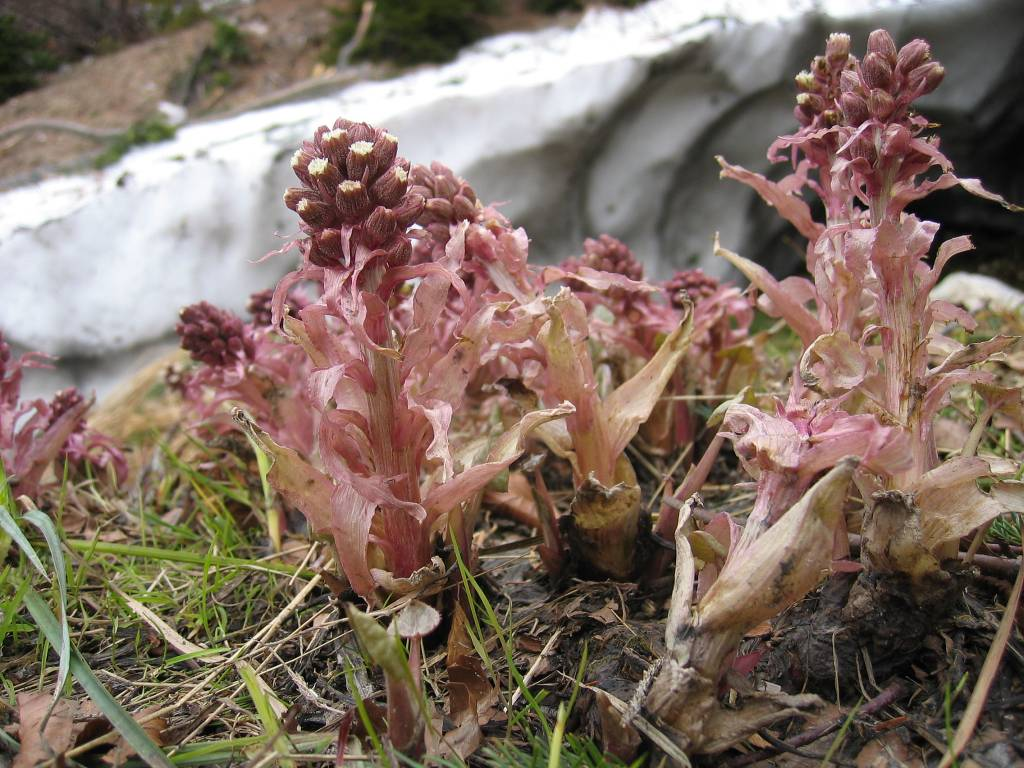
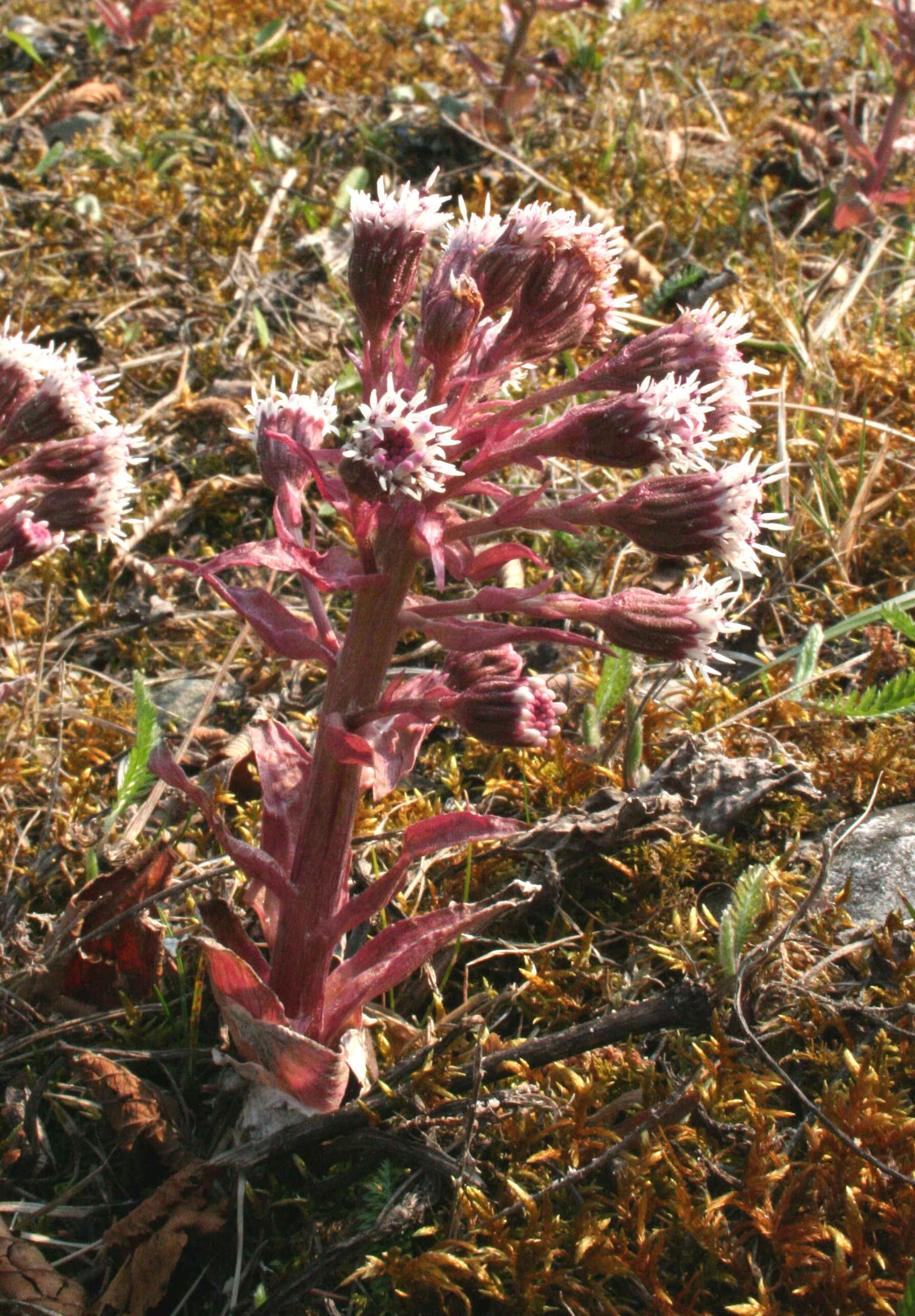
Località: Le Laste, Limana (BL), 661 m s.l.m. - 15/03/2007